# دوست ألان
دوست‌ ألان هي قرية في مقاطعة أرومية، إيران. يقدر عدد سكانها بـ 193 نسمة بحسب إحصاء 2016.